# Агапит Синадский
Ага́пит Сина́дский (греч. Αγαπητός Συναού или Агапит Исповедник греч. Ἀγαπητός ο ομολογητής; Каппадокия, Римская империя — 18 (19) февраля (IV век), Синада) — христианский святой, епископ Синадский, прославленный в лике исповедников.
Память — 18 февраля (2 марта) в високосный год или 18 февраля (3 марта) в невисокосные годы.

## Биография
Родился в христианской семье в Каппадокии на востоке Малой Азии в царствование императоров Диоклетиана и Максимиана.
Ещё в молодом возрасте принял иночество в одном из монастырей Каппадокии, а за свои строгие подвиги пользовался в обители всеобщею любовью и уважением. За аскетическую жизнь имел свыше дар чудотворения — молитвой он однажды умертвил змея, а потом исцелил девицу, которая страдала от сильного телесного недуга.
Император Ликиний, узнав, что Агапит обладает большой физической силой, приказал забрать его из монастыря и против его воли определил в число своих воинов. Исполняя обязанности военной службы, Агапит не оставлял и иноческих подвигов, в связи с чем, по свидетельству современников, даже одним своим появлением начал врачевать тяжёлые припадочные недуги. В период гонений на христиан со стороны императора Ликиния, присоединился к мученикам Виктору, Дорофею, Феодулу и Агриппе и был ранен копьём, но выжил.
После смерти Ликиния и восшествия на престол Римской империи императора Константина Великого, последний призвал к себе святого и повелел привести к нему своего слугу, одержимого демонами. Агапит силой своей молитвы исцелил его. На желание императора наградить святого, Агапит испросил позволения оставить военную службу и возвратиться к избранной им монашеской жизни.
Спустя некоторое время епископ города Синада призвал монаха Агапита и, несмотря на сопротивление со стороны подвижника, рукоположил его в сан пресвитера. После кончины епископа, духовенство и горожане Синада избрали Агапита новым главой Синадской епархии. С принятием архиерейского сана епископ Агапит сподобился дара пророческого прозрения.
Описано также чудо, когда епископ города Келены сообщил святителю Агапиту, что протекающая близ города река Меандр в зимние месяцы так сильно наполняется водой, что затопляет нивы и поля и портит посевы. После молитвы епископа Агапита река начала менять своё русло, что в дальнейшем получило в науке название меандрирование.
Скончался в Синаде (ныне Шухут) в глубокой старости. Прославлен в лике исповедников.